# Phú Đức, Tam Nông (Đồng Tháp)
Phú Đức là một xã thuộc huyện Tam Nông, tỉnh Đồng Tháp, Việt Nam.

## Địa lý
Xã Phú Đức nằm ở trung tâm huyện Tam Nông, có vị trí địa lý:
- Phía đông, đông bắc giáp xã Tân Công Sính
- Phía tây giáp xã Phú Hiệp
- Phía nam, tây nam giáp xã Phú Thọ
- Phía bắc, tây bắc giáp xã Phú Hiệp
- Phía đông nam giáp thị trấn Tràm Chim.

Xã có diện tích 52,26 km², dân số năm 1999 là 6.008 người, mật độ dân số đạt 115 người/km².

## Lịch sử
Quyết định số 13-HĐBT ngày 23 tháng 02 năm 1983 của Hội đồng Bộ trưởng, xã Phú Đức thuộc huyện Tam Nông, tỉnh Đồng Tháp.